# محدودشوری‌پذیر

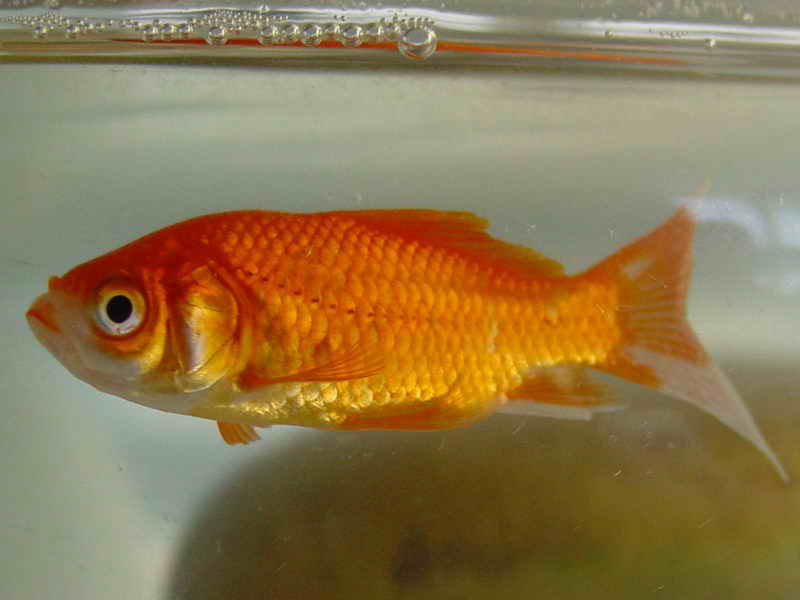
ماهی قرمز از جانداران محدودشوری‌پذیر است.

محدودشوری‌پذیر (انگلیسی: Stenohaline) یا محدودشورتاب صفتی است برای توصیف ویژگی ارگانیزمی که فقط نوسان‌های اندک شوری را تحمل می‌کند.
بسیاری از ماهیان آب شیرین مانند ماهی قرمز محدودشوری‌پذیرند و در آب‌هایی مانند آب اقیانوس می‌میرند. از سوی دیگر بسیاری از ماهیان دریازی نیز نظیر روغن‌ماهی کوچک شوری‌پذیری محدودی دارند و در آب‌هایی با غلظت شوری کم‌تر می‌میرند.
ویژگی موجودی که نوسان‌های وسیع شوری را تحمل می‌کند، شوری‌پذیر نام دارد.